# Löschau (Bautzen)

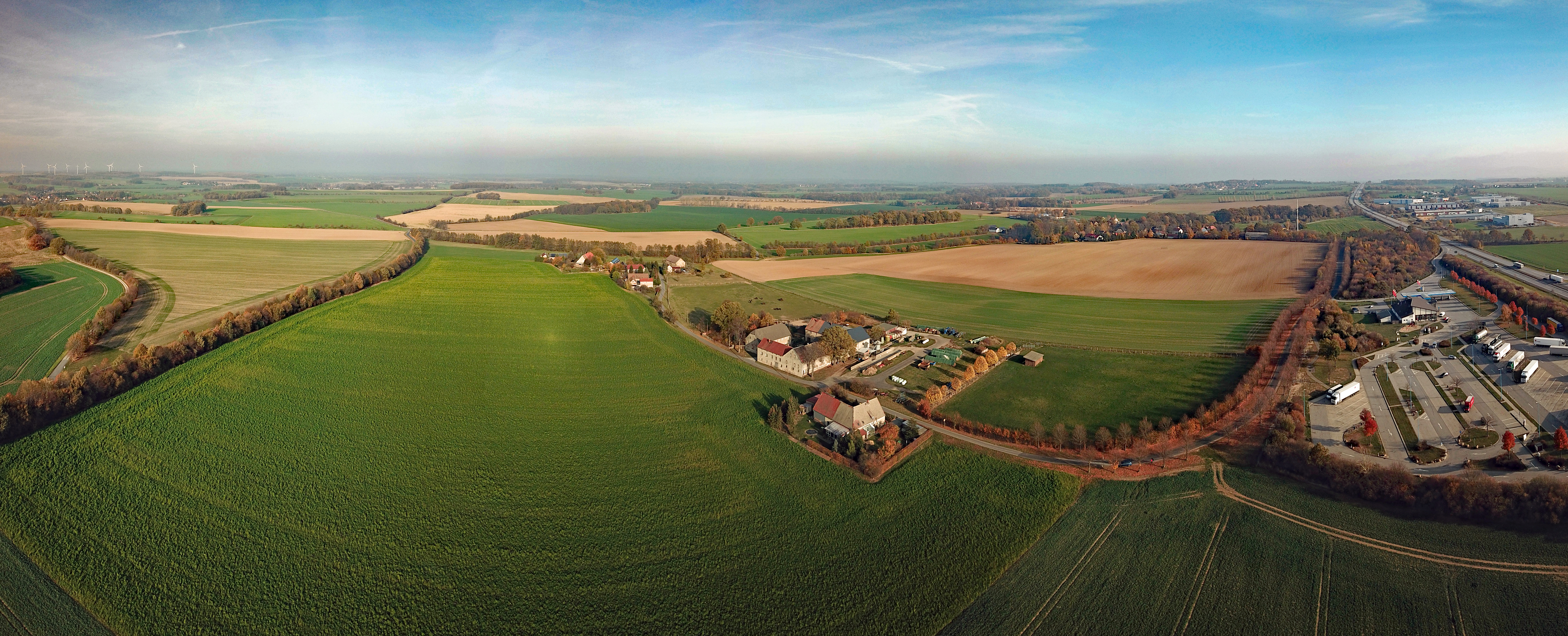
Luftbildpanorama mit Autobahnraststätte Oberlausitz

Löschau, obersorbisch Lešawaⓘ, ist ein Dorf in der Oberlausitz und seit 1999 der westlichste und einer der kleinsten Ortsteile von Bautzen. Es hat 29 Einwohner und gehört zum offiziellen sorbischen Siedlungsgebiet in der Oberlausitz.

## Geographie
Löschau befindet sich etwa 6 km nordwestlich des Stadtzentrums auf 195 m ü. NN direkt nördlich der Autobahnraststätte Oberlausitz (A 4). Nördlich am Ort vorbei fließt das Bolbritzer Wasser.

## Geschichte
Der Ort wurde 1363 erstmals als Lessow erwähnt. Der Gutshof Löschau gehörte im 19. Jahrhundert zur Adelsfamilie von Rein. Für seine Statistik über die sorbische Bevölkerung in der Oberlausitz ermittelte Arnošt Muka in den achtziger Jahren des 19. Jahrhunderts eine Bevölkerungszahl von 55 Einwohnern; davon waren 53 Sorben und zwei Deutsche.
Vor 1936 zählte Löschau zur Gemeinde Oberuhna, danach zunächst zu Schmochtitz. Ab 1948 war es Ortsteil von Salzenforst (später Salzenforst-Bolbritz) und wurde gemeinsam mit diesem 1999 nach Bautzen eingemeindet.
Siehe auch: Liste der Kulturdenkmale in Löschau